# Ternoise
La Ternoise è un fiume francese della regione Alta Francia, nel dipartimento del Pas-de-Calais, e l'affluente principale, alla riva destra, del fiume Canche.

## Geografia
La Ternoise nasce a nordest di Saint-Michel-sur-Ternoise, nel comune di Ostreville, a 137 metri di altitudine, passa da Saint-Pol-sur-Ternoise.
Di 41,4 km di lunghezza, essa confluisce nella Canche a Huby-Saint-Leu, a 22 metri di altitudine, località molto vicina alla città di Hesdin.

### Comuni e cantoni attraversati
Nel solo dipartimento del Passo di Calais, la Ternoise attraversa i ventuno comuni seguenti, da monte verso valle, di Ostreville (sorgente), Roëllecourt, Saint-Michel-sur-Ternoise, Saint-Pol-sur-Ternoise, Gauchin-Verloingt, Hernicourt, Wavrans-sur-Ternoise, Monchy-Cayeux, Anvin, Teneur, Érin, Tilly-Capelle, Blangy-sur-Ternoise, Blingel, Rollancourt, Auchy-lès-Hesdin, Le Parcq, Grigny, Marconne, Marconnelle, Huby-Saint-Leu (confluenza).
In termini di cantoni, la Ternoise nasce nel cantone di Saint-Pol-sur-Ternoise, attraversa e sfocia nel cantone di Auxi-le-Château, il tutto negli arrondissement di Arras e di Montreuil.

### Toponimi
La Ternoise ha dato il suo idronimo ai quattro comuni di Blangy-sur-Ternoise, Saint-Michel-sur-Ternoise, Saint-Pol-sur-Ternoise, Wavrans-sur-Ternoise, attraversati dal corso d'acqua più i quattro Conteville-en-Ternois, Croix-en-Ternois, Œuf-en-Ternois, Monts-en-Ternois che non ne sono attraversati.

### Bacino idrografico

Carta dei bacini idrografici regionali dei fiumi che scorrono nel Nord-Pas-de-Calais e dei corsi d'acqua.

La Ternoise attraversa una sola zona dalla sua sorgente alla confluenza del Bras de Bronne (E540) di 933 km2 di superficie. Questo bacino idrografico è costituito all'86,61% di territori agricoli, al 7,87 % di boschi e ambienti seminaturali, al 5,36% di territori artificiali, allo 0,07 % di superfici d'acqua.
Il bacino idrografico della Ternoise confina a nord con quello del fiume Lys, affluente della Schelda.

### Organismo gestionale
L'organismo gestionale è il sindacato misto per il SAGE della Canche.

## Affluenti
(rd per riva destra e rs per riva sinistra)
La Ternoise ha quattordici affluenti ufficiali tra i quali quelli lunghi più di quattro chilometri sono, alla riva destra, il Faux e l'Eps.
I cinque affluenti seguenti sono tutti di numero di Strahler superiore a uno (cioè con almeno un affluente) :
- il Faux, 5,3 km sui tre comuni di Andin, Heuchin e Bergueneuse, con quattro affluenti e di numero di Strahler quattro:
  - il fon de Queveaussart,
  - re Fontaine,
  - bliot,
  - il fossé d'Equirre, con tre affluenti e di numero di Strahler tre.
- il fiume di Eps (rd), 4.9 km sui tre comuni di Eps, Anvin (confluenza) e Boyaval (sorgente) con un affluente e di numero di Strahler due:
  - il Viel Eps (rd), 0.8 km sui due comuni di Eps (confluenza) e Boyaval (sorgente).
- il torrente di Ramecourt (rg), 4.4 km sui tre comuni di Ramecourt (sorgente), Saint-Pol-sur-Ternoise e Gauchin-Verloingt (confluenza) con due affluenti di due e un chilometro e di numero di Strahler due.
- il Pinchon (rd), 1 km sul solo comune di Rollancourt con due affluenti e di numero di Strahler due.
- il fiume la Ternoise (rd), 1 k sul solo comune di Saint-Michel-sur-Ternoise con un affluente:
  - la Catherinette (rg), 4 km sui tre comuni di Ligny-Saint-Flochel (sorgente), Roëllecourt e Saint-Michel-sur-Ternoise (confluenza).

Tutti gli altri affluenti sono di numero di Strahler uno (senza affluenti) e di meno di tre chilometri di lunghezza:
- la Chapelle de Rocourt (rg), 2 km sui due comuni di Gauchin-Verloingt (sorgente e confluenza) e Hernicourt.
- il Saint-Martin (rd), 1 km sui due comuni di Wavrans-sur-Ternoise (sorgente e confluenza) e Hernicourt
- il torrente di Béthonval (rd), 2 km sul solo comune di Hernicourt.
- il Blangy-sur-Ternoise (rg), 2 km sui due comuni di Tilly-Capelle (sorgente) e Blangy-sur-Ternoise (confleuenza).
- il Domwetz (rd), 2 km sul solo comune di Auchy-lès-Hesdin.
- il Petit Saint-Leu (rg), 1 km sui tre comuni di Grigny (sorgente), Marconne e Huby-Saint-Leu (confluenza);
- Huby-Saint-Leu (rd), 1 km sui due comuni di Grigny (sorgente) e Huby-Saint-Leu (confluenza).
- Huby-Saint-Leu (rg), 1 km sui due comuni di Marconne (sorgente) e Huby-Saint-Leu (confluenza).
- Bras de décharge de la Canche nella Ternoise,
- l'Eauette (rd), 1 km sul solo comune di Auchy-lès-Hesdin[5]

### Numero di Strahler
Dunque il suo numero di Strahler è cinque.

## Idrologia
La Ternoise è un fiume molto regolare, come i suoi vicini del Passo di Calais e della Somme. Il suo regime fluviale è detto pluviale oceanico.

## Galleria d'immagini

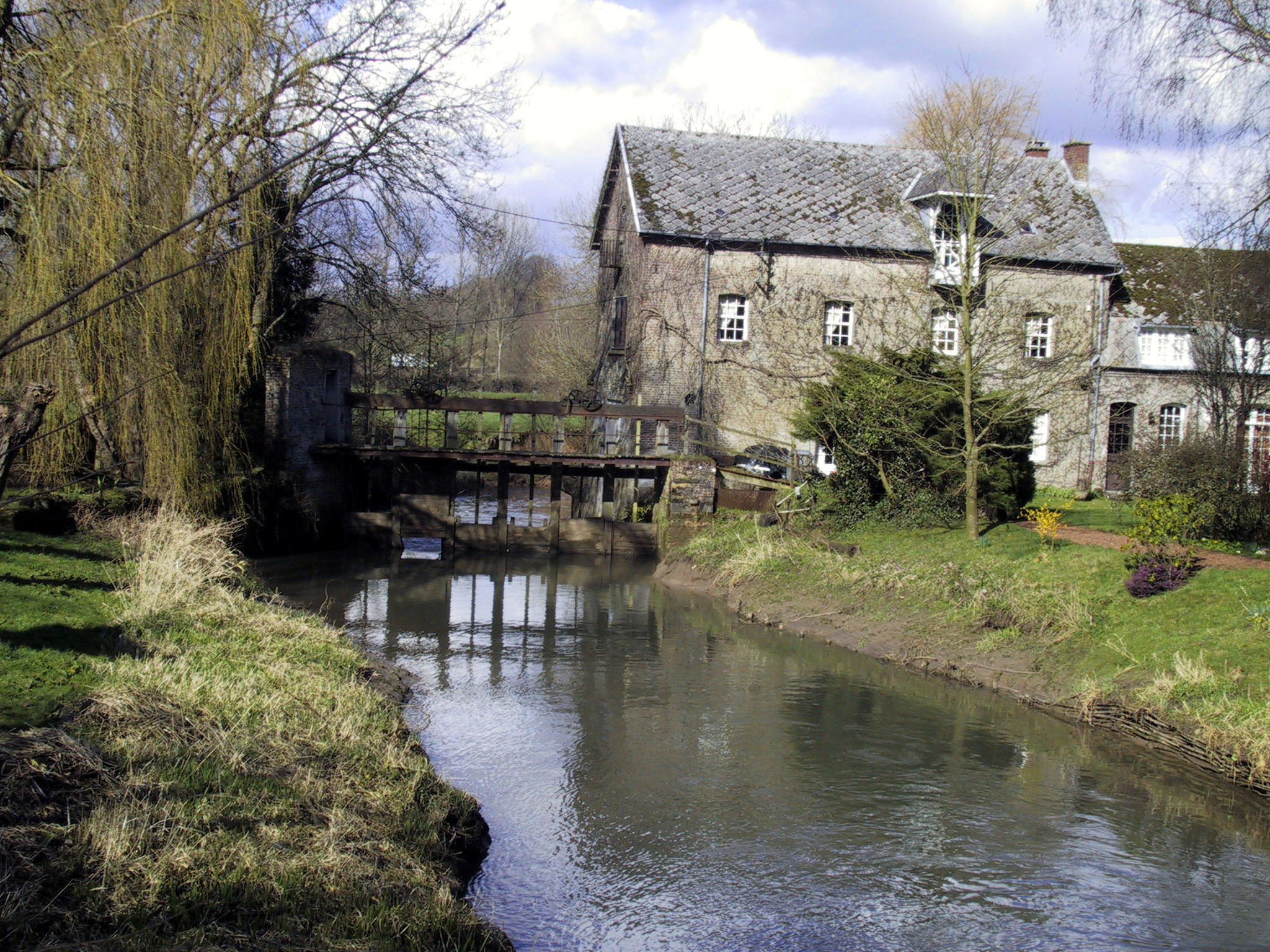
La Ternoise a Hernicourt
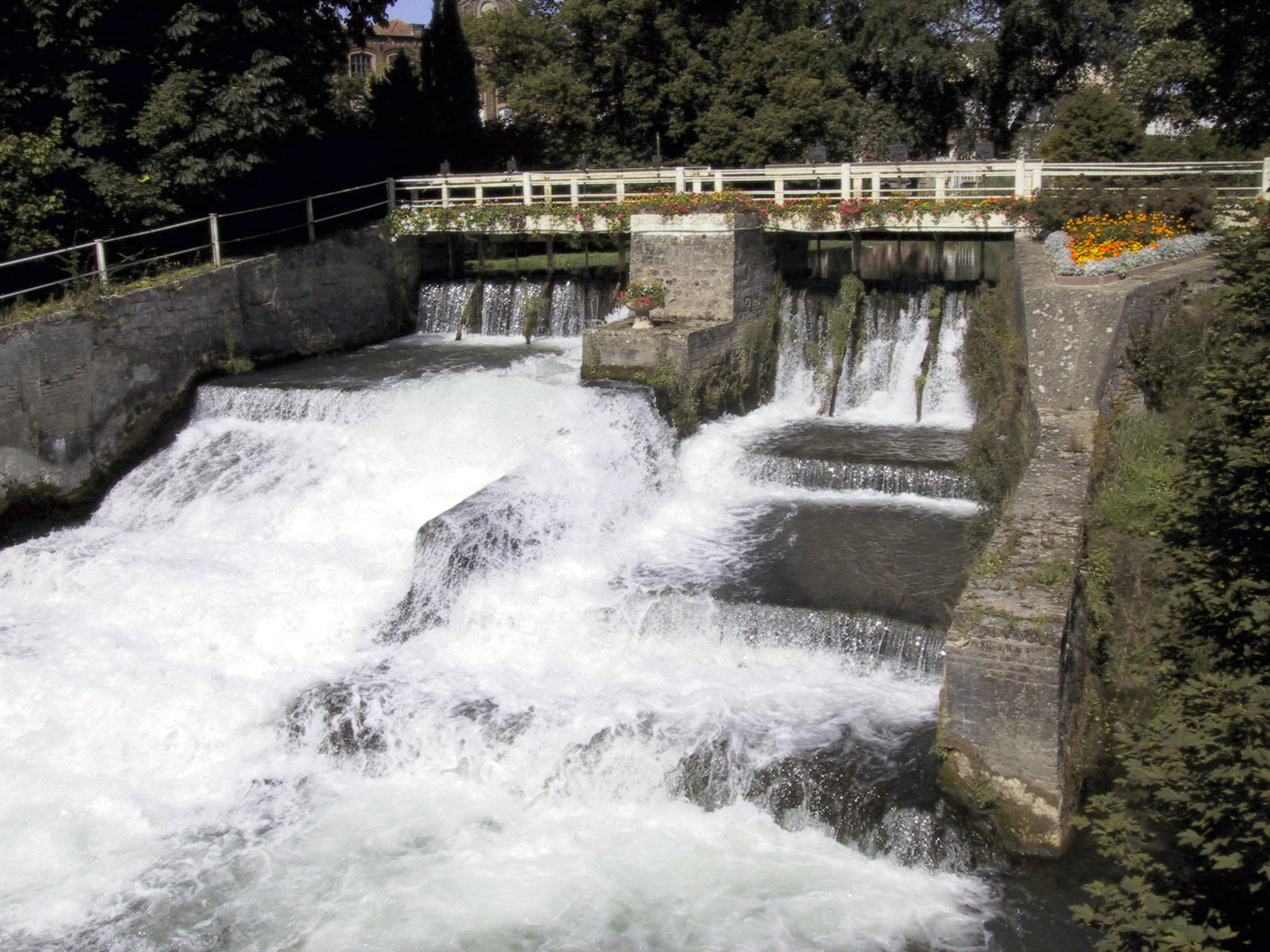
La Ternoise a Auchy-lès-Hesdin
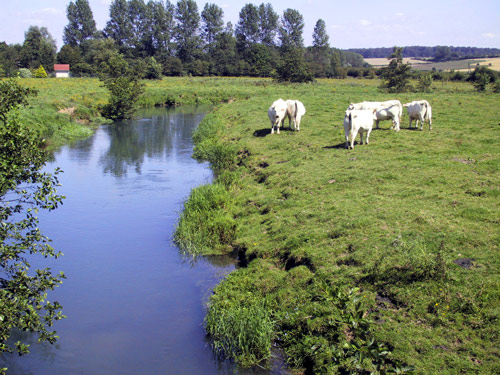
La Ternoise a Blangy-sur-Ternoise
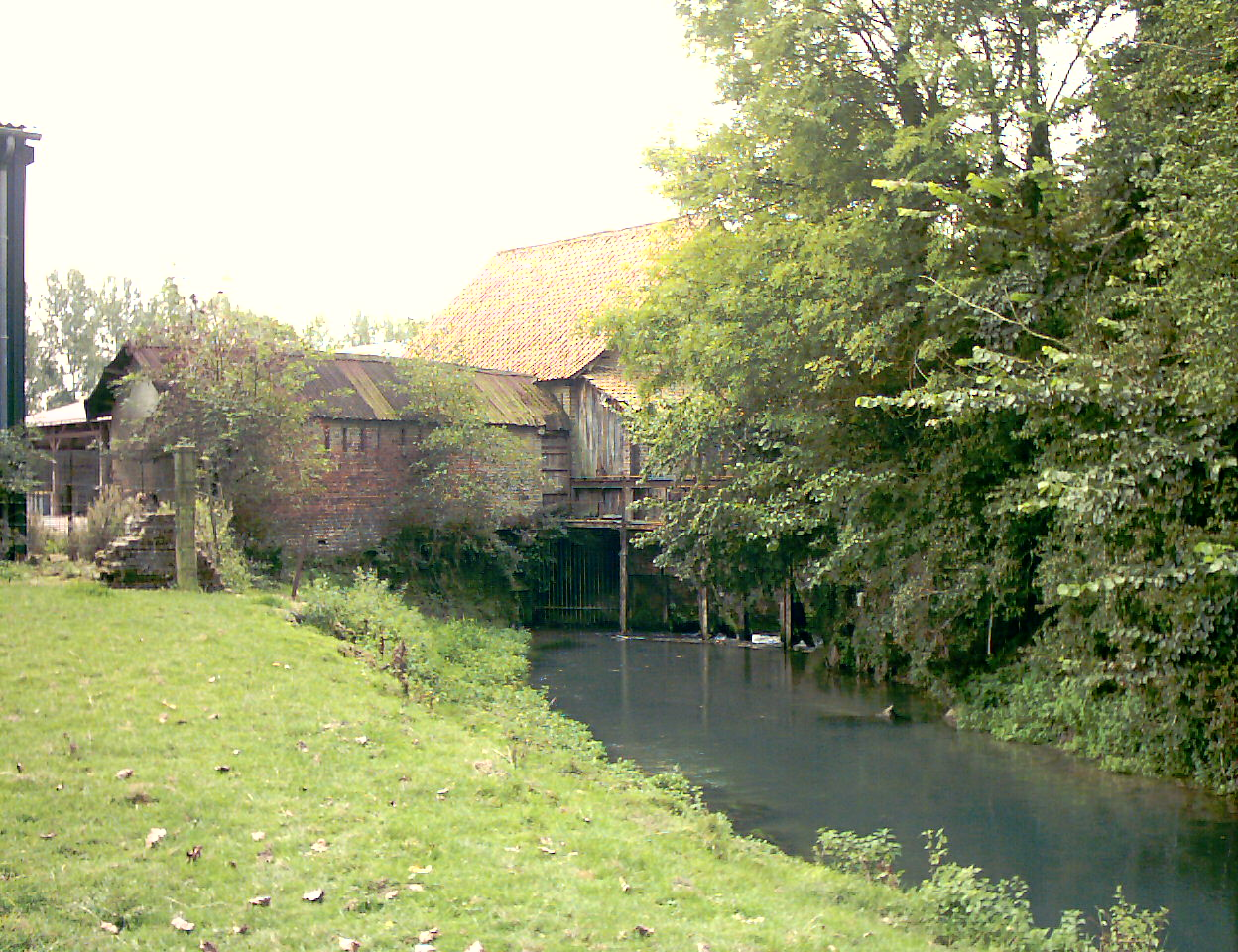
La Ternoise ad Anvin
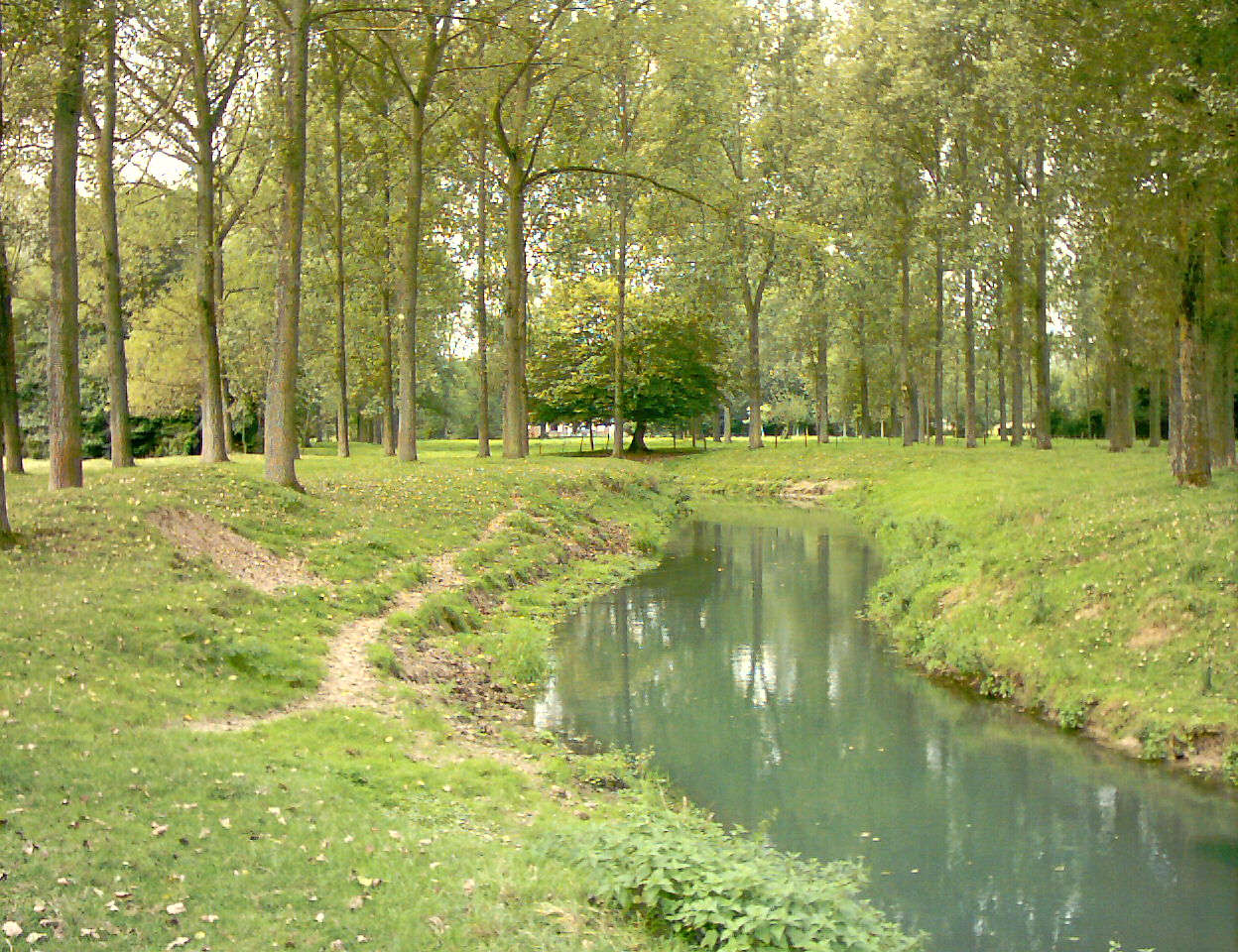
Idem, un po' più a monte